# Rakete (Zeitschrift)
Rakete war eine DDR-Kinderzeitschrift, welche erstmals zum Jahreswechsel 1957/1958 veröffentlicht wurde und sich hauptsächlich mit naturwissenschaftlichen und technischen Themen befasste. Sie ging aus der Die Schulpost hervor, die von 1946 bis 1958 produziert wurde und war für die Altersgruppe der 10- bis 16-Jährigen konzipiert. Die Rakete erschien monatlich und wurde bis 1962 im Buchverlag Junge Welt veröffentlicht. Ab 1962 erschien die Nachfolgezeitschrift Technikus.